# Almaty
Almaty (in kazako Алматы?; in russo Алма-Ата?, Alma-Ata) è la città più popolosa del Kazakistan, con 1948800 abitanti. Situata sulle pendici dei monti Trans-Ili Alatau, presso la frontiera con il Kirghizistan, fu la capitale dello Stato fino al 1997.

## Geografia fisica
Importante nodo ferroviario, presenta un tessuto economico sviluppato (industrie agricole, alimentari, meccaniche). È sede di un'università e di un'Accademia delle scienze.

## Storia

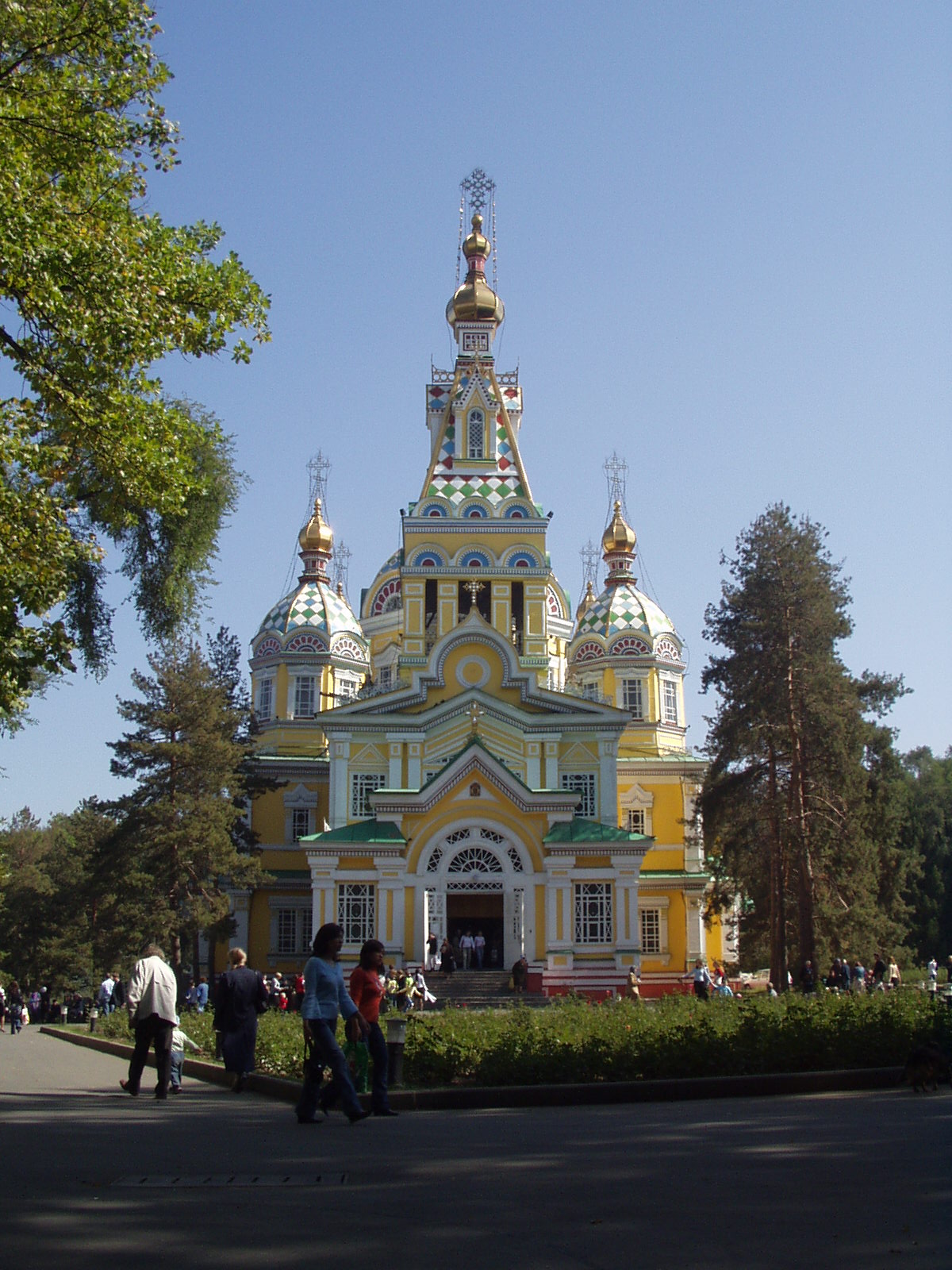
La cattedrale ortodossa dell'Ascensione

La città venne fondata ai piedi delle montagne del Tien Shan con il nome di Forte Zailiysky da un gruppo di cosacchi proveniente da Omsk nel 1854.
Un anno dopo fu ribattezzata Vernyj e mantenne tale nome fino al 1921. A causa di un devastante terremoto nel 1887 la città venne quasi completamente rasa al suolo: solo la cattedrale russo-ortodossa rimase in piedi. Negli anni venti, dopo il completamento della ferrovia tra la Siberia e il Turkestan, Alma-Ata, il nome con cui era conosciuta all'epoca, conobbe un certo benessere economico in quanto stazione importante della tratta sopracitata.
Nel 1929 Alma-Ata divenne la capitale della Repubblica Socialista Sovietica Kazaka.
Il nome "Almaty" significa "il posto con le mele" in kazako, la versione più formale del nome, Alma-Ata, significa "il padre della mela". Infatti nella regione circostante la città, la grande diversità genetica tra le mele selvatiche (alma) suggerisce che la mela "domestica" sia originaria del Kazakistan sud-orientale.
Nel 1978 Alma-Ata fu sede della conferenza internazionale sull'assistenza sanitaria al termine della quale venne adottata la dichiarazione di Alma Ata sull'assistenza sanitaria primaria, organizzata da OMS e UNICEF e patrocinata dall'Unione Sovietica. Nel 1991 il trattato che pose fine all'Unione Sovietica e istituì la Comunità degli Stati Indipendenti venne firmato ad Alma-Ata: alla fine di quello stesso anno la città, che acquisì la denominazione kazaka di Almaty, divenne capitale della nuova repubblica e rimase tale fino al 1997, quando le funzioni furono trasferite ad Astana. Almaty rimane comunque la più grande città kazaka e il più grande centro commerciale della nazione.

### Clima
| Almaty (1991-2020) Fonte:   | Mesi         | Mesi         | Mesi         | Mesi         | Mesi        | Mesi        | Mesi        | Mesi        | Mesi        | Mesi         | Mesi         | Mesi         | Stagioni | Stagioni | Stagioni | Stagioni | Anno  |
| Almaty (1991-2020) Fonte:   | Gen          | Feb          | Mar          | Apr          | Mag         | Giu         | Lug         | Ago         | Set         | Ott          | Nov          | Dic          | Inv      | Pri      | Est      | Aut      | Anno  |
| --------------------------- | ------------ | ------------ | ------------ | ------------ | ----------- | ----------- | ----------- | ----------- | ----------- | ------------ | ------------ | ------------ | -------- | -------- | -------- | -------- | ----- |
| T. max. media (°C)          | 0,5          | 2,7          | 9,9          | 17,8         | 22,9        | 27,9        | 30,5        | 29,7        | 24,5        | 16,9         | 8,1          | 2,0          | 1,7      | 16,9     | 29,4     | 16,5     | 16,1  |
| T. media (°C)               | −4,6         | −2,4         | 4,5          | 12,1         | 17,1        | 22,1        | 24,4        | 23,3        | 18,0        | 10,6         | 2,9          | −2,7         | −3,2     | 11,2     | 23,3     | 10,5     | 10,4  |
| T. min. media (°C)          | −8,1         | −6,2         | −0,2         | 6,8          | 11,5        | 16,4        | 18,6        | 17,3        | 12,0        | 5,3          | −1,0         | −6,1         | −6,8     | 6,0      | 17,4     | 5,4      | 5,5   |
| T. max. assoluta (°C)       | 16,8 (1940)  | 21,9 (2016)  | 29,8 (2018)  | 33,2 (1946)  | 35,8 (2014) | 39,3 (1977) | 41,7 (1997) | 40,5 (1944) | 38,1 (1998) | 31,4 (2015)  | 26,5 (2017)  | 19,2 (1989)  | 21,9     | 35,8     | 41,7     | 38,1     | 41,7  |
| T. min. assoluta (°C)       | −30,1 (1969) | −37,7 (1951) | −24,8 (1920) | −10,9 (2003) | −7,0 (1931) | 2,0 (1927)  | 7,3 (1926)  | 4,7 (1978)  | −3,0 (1969) | −11,9 (1987) | −34,1 (1952) | −31,8 (1952) | −37,7    | −24,8    | 2,0      | −34,1    | −37,7 |
| Nuvolosità (okta al giorno) | 6,6          | 6,7          | 7,0          | 6,5          | 6,6         | 5,9         | 5,6         | 4,6         | 4,0         | 5,2          | 6,2          | 6,5          | 6,6      | 6,7      | 5,4      | 5,1      | 6,0   |
| Precipitazioni (mm)         | 34           | 43           | 73           | 113          | 99          | 59          | 43          | 34          | 28          | 49           | 55           | 44           | 121      | 285      | 136      | 132      | 674   |
| Giorni di pioggia           | 4            | 5            | 11           | 14           | 15          | 15          | 15          | 10          | 9           | 10           | 8            | 6            | 15       | 40       | 40       | 27       | 122   |
| Nevicate (cm)               | 15           | 14           | 5            | 0            | 0           | 0           | 0           | 0           | 0           | 1            | 2            | 8            | 37       | 5        | 0        | 3        | 45    |
| Giorni di neve              | 11           | 13           | 8            | 2            | 0,2         | 0,0         | 0,0         | 0,1         | 0,1         | 2,0          | 6,0          | 11,0         | 35,0     | 10,2     | 0,1      | 8,1      | 53,4  |
| Giorni di nebbia            | 6            | 6            | 5            | 1            | 0,2         | 0,1         | 0,1         | 0,1         | 0,2         | 1,0          | 5,0          | 8,0          | 20,0     | 6,2      | 0,3      | 6,2      | 32,7  |
| Umidità relativa media (%)  | 77           | 77           | 71           | 59           | 56          | 49          | 46          | 45          | 49          | 64           | 74           | 79           | 77,7     | 62       | 46,7     | 62,3     | 62,2  |
| Vento (direzione-m/s)       | N 0,8        | N 0,8        | N 1,0        | N 1,2        | S 1,2       | S 1,1       | S 1,2       | S 1,1       | SE 1,0      | SE 0,9       | N 0,8        | N 0,8        | 0,8      | 1,1      | 1,1      | 0,9      | 1,0   |

## Società

### Evoluzione demografica
Gruppi etnici (2019):
- kazaki: 60,42%
- russi: 25,24%
- uiguri: 5,45%
- altri: 5,72%

## Infrastrutture e trasporti
La città è servita dall'aeroporto di Almaty e ha una metropolitana aperta nel 2011 con una linea.

## Sport

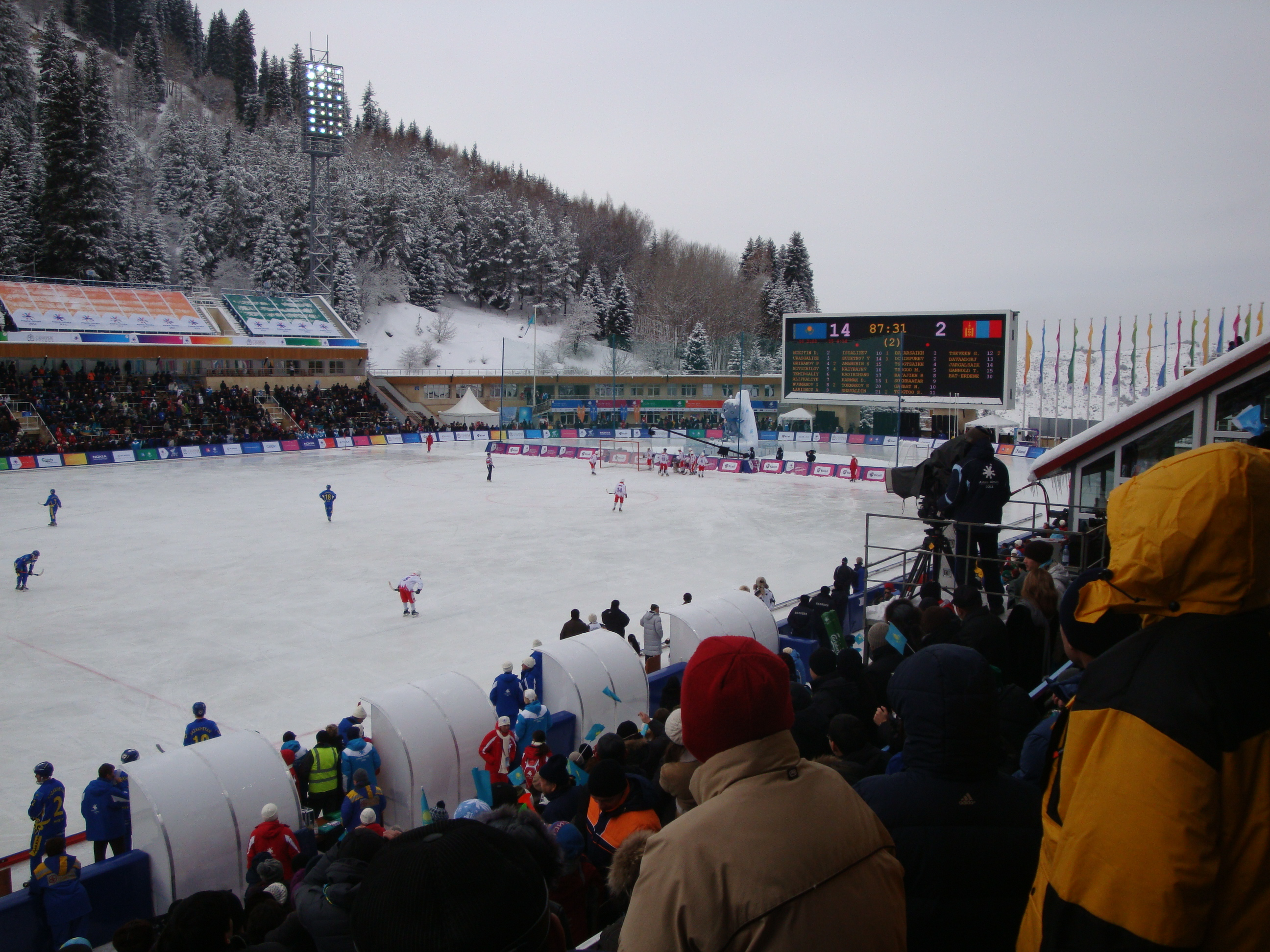
Bandy ai VII Giochi asiatici invernali

Nel 2005 la città si è candidata per ospitare la XXII edizione dei Giochi olimpici invernali nel 2014 che, nella votazione tenutasi in Guatemala il 4 luglio 2007, sono stati invece aggiudicati alla città russa di Soči. Nell'occasione sono stati realizzati vari impianti sportivi rendendo Almaty una stazione sciistica specializzata nello sci nordico, tra i quali il trampolino Gorney Gigant; in seguito la città ha ospitato, assieme ad Astana, i VII Giochi asiatici invernali nel 2011. La città si è ricandidata, senza successo, per ospitare le Olimpiadi invernali del 2022.

### Calcio
La squadra principale è il Qaýrat Fwtbol Klwbı.

## Amministrazione

### Gemellaggi
- Tucson
- Istanbul
- Riga
- Rennes
- Modena
- Meknes